# 捷鰍
捷鰍為輻鰭魚綱鯉形目鰍科的其中一種，為溫帶淡水魚，被IUCN列為易危保育類動物，分布於亞洲敘利亞淡水流域，棲息在底層水域，生活習性不明。

## 扩展阅读
維基物種上的相關：捷鰍